# دريم ثياتر
دريم ثياتر هي فرقة بروجريسف ميتال أمريكية تشكلت في عام 1985 تحت اسم «ماجيستي» وأعضاؤها جون بيتروتشي، جون ميونغ ومايك بورتنوي أثناء دراستهم في كلية باركلي للموسيقى في بوسطن. تركوا الدراسة بعد ذلك للتركيز أكثر على الفرقة التي أصبحت لاحقا دريم ثياتر. تغير الطاقم عدة مرات، ولكن ظل الأعضاء الأصليون الثلاثة معا إلى جانب جيمس لابري وجوردان رودز حتى 8 سبتمبر 2010، عندما غادر بورتنوي الفرقة. وفي أكتوبر 2010، أجرى الفريق اختبارات ليحل عازف طبل محل بورتنوي. تم الإعلان عن استقدام مايك مانجيني كطبال دائم جديد في 29 أبريل 2011.
عرفت الفرقة بكفاءة عازفيها التقنية، والذين نالوا العديد من الجوائز من مجلات تعليم الموسيقى. وقد تم تعيين عازف الجيتار جون بيتروتشي كعازف ثالث في جولة G3 ست مرات، أكثر من أي عازف تمت دعوته. في عام 2009 وضع اسمه في المرتبة الثانية في قائمة جويل مسيفر في كتابه أعظم 100 عازف غيتار ميتال. كما وضعت ضمن «أفضل عشر عازف غيتار في كل العصور» من قبل مجلة جيتار ون. اعتبر جوردان رودس أحد أعظم عازفي لوحات المفاتيح من قبل العديد من المنشورات مثل ميوزيك رادار. وقد فاز الطبال السابق مايك بورتنوي بمجموع 26 جائزة من مجلة مودرن درامر، وكان أيضا ثاني أصغر شخص (في سن 37 عاما) يتم إدخاله في قاعة مشاهير طبالي الروك. وكان بديله مايك مانجيني قد حقق سابقا خمسة أرقام قياسية على مسابقة أسرع طبال في العالم (WFD). وقد وضع جون ميونغ على رأس قامة أعظم عازف باس في كل العصور في استطلاع من مجلة ميوزيك رادار في أغسطس حتى سبتمبر 2010. تم إدخال الفرقة في قاعة مشاهير لونج آيلاند للموسيقى في عام 2010.
الألبوم الأكثر مبيعا للفرقة هو صور وكلمات Images and Words الذي حقق تصنيف الذهب (1992)، والذي وصل إلى المرتبة 61 على قائمة بيلبورد 200. أصدرت الفرقة أيضا ألبوم Awake عام 1994 وألبوم Six Degrees of Inner Turbulence في عام 2002 أيضا ووصلت للمراكز رقم 32 ورقم 46 في مجلة بيلبورد على التوالي، ولقيت تقييمات إيجابية من النقاد. تم وضع ألبومهم Metropolis Pt. 2: Scenes from a Memory في المرتبة رقم 95 في عدد أكتوبر 2006 من مجلة غيتار ورلد (اختيار القراء) بين أعظم مائة ألبوم الإيتار في كل العصور. كما احتل المرتبة الخامسة عشر لأفضل ألبوم فكرة (مارس 2003) من قبل مجلة كلاسيك روك.
تم إصدار الألبوم التسجيلي الحادي عشر للفرقة، "A Dramatic Turn of Events"، في 13 سبتمبر 2011. في 30 نوفمبر 2011، تم ترشيح الأغنية الأولى من الألبوم "On the Backs of Angels" لجائزة جرامي في فئة «أفضل أداء روك أو ميتال»، وكان أول ترشيح لهم عن الجائزة. تم إصدار الألبوم التسجيلي الثاني عشر بعنوان «دريم ثيتر» في 23 سبتمبر 2013 وحصل على ترشيح جائزة جرامي الثاني للفرقة، وهذه المرة عن «أفضل أداء ميتال»، عن الأغنية الأولى في الألبوم "The Enemy Inside".
في 9 أبريل 2013، فاز ألبوم صور وكلمات في بتصويت الجمهور في مجلة لاودواير لأفضل ألبوم ميتال في العالم. وحتى عام 2011، باعت فرقة دريم ثياتر أكثر من 8 ملايين تسجيل في جميع أنحاء العالم.

## ألبومات
- When Dream and Day Unite (1989)
- Images and Words (1992)
- Awake (1994)
- Falling into Infinity (1997)
- Metropolis Pt. 2: Scenes from a Memory (1999)
- Six Degrees of Inner Turbulence (2002)
- Train of Thought (2003)
- Octavarium (2005)
- Systematic Chaos (2007)
- Black Clouds & Silver Linings (2009)
- A Dramatic Turn of Events (2011)
- Dream Theater (2013)
- The Astonishing (2016)
- Distance over Time (2019)
- A View from the Top of the World (2021)
- Parasomnia (2024)

## روابط خارجية
- دريم ثياتر على موقع IMDb (الإنجليزية)
- دريم ثياتر على موقع ميوزك برينز (الإنجليزية)
- دريم ثياتر على موقع أول ميوزيك (الإنجليزية)
- دريم ثياتر على موقع ديسكوغز (الإنجليزية)